# Behringen
Behringen è una frazione (Ortsteil) del comune di Bispingen, nel land della Bassa Sassonia, in Germania.

## Storia
Già comune autonomo nel circondario di Soltau, il 1º marzo 1974 incorporò il territorio dei dissolti comuni di Hörpel, Volkwardingen e Wilsede.
Fu soppresso e unito a Bispingen il 16 marzo 1974.